# Hinata Hyuga
Hinata Hyuga (日向 ヒナタ?, Hyūga Hinata), in seguito Hinata Uzumaki (うずまき ヒナタ?, Uzumaki Hinata), è un personaggio del manga ed anime Naruto, scritto e disegnato dal mangaka Masashi Kishimoto.
Nella serie, Hinata è una kunoichi del Villaggio della Foglia. Fa parte del Team Kurenai, capitanato da Kurenai, e si trova in squadra con Kiba e Shino. Hinata è l'erede della casata principale del Clan Hyuga, ed è la figlia di Hiashi, sorella di Hanabi, nipote di Hizashi Hyuga e cugina di Neji. La freddezza ed il disprezzo del padre, aggiunto al rancore che Neji prova nei suoi confronti, l'hanno portata ad avere un'enorme sfiducia in sé stessa e a credere in Naruto, di cui è profondamente innamorata.
Nelle classifiche di preferenza pubblicate da Shōnen Jump, durante le sue apparizioni nell'anime, Hinata si è sempre posizionata in uno dei posti in Top Ten, arrivando ad occupare il quinto posto nella classifica dei personaggi femminili favoriti, dietro a Tsunade, Sakura Haruno, Ino Yamanaka e Mei Terumi.

## Creazione del personaggio
Per creare Hinata Hyuga, Masashi Kishimoto si basò su una bozza di un disegno in cui la ragazza non era rappresentata come una ninja, ma con indosso un vestito elegante. Lo stesso Kishimoto ha rimarcato di come avesse creato il personaggio per piacere e che non avesse ancora in mente una precisa personalità. Tuttavia il design finale del personaggio cambiò parecchio, rendendo Hinata una ninja e una ragazza moderna allo stesso tempo.
Nel 2017, Kishimoto affermò in un'intervista che aveva deciso che Naruto Uzumaki e Hinata si sarebbero sposati sin dall'inizio del manga. Secondo lui le cose sarebbero dovute andare così in quanto Hinata è sempre stata innamorata di Naruto, credendo in lui e stimandolo perfino prima del maestro Iruka; tuttavia, questo fece arrabbiare la moglie del mangaka, che avrebbe invece voluto vedere Naruto insieme alla compagna di squadra Sakura. Inoltre, in virtù della crescente popolarità del personaggio, Kishimoto decise di affidarle un ruolo importante nella fase conclusiva della storia, rendendola il personaggio fondamentale per permettere a Naruto di superare la morte di Neji; morte che è stata anche un modo per rafforzare il legame fra i due.
Il disegnatore Chengxi Huang, disegnatore di molte scene del manga e fan della coppia fin dall'inizio di Naruto Shippuden, spesso desiderava disegnare le vicende di Naruto ed Hinata, fra cui, anche quella in cui dopo la morte di Neji la ragazza tira uno schiaffo a Naruto per farlo rinsavire e per non lasciare che si arrenda. Nel disegnare il film The Last ringraziò personalmente Kishimoto per aver approfondito la relazione fra i due, permettendo di esplorare meglio la timida ed introversa personalità di Hinata. Dopo la fine della serie creò un'animazione romantica dei due, raffigurandoli a letto appena svegli, pubblicandola su Twitter. Tuttavia, nonostante l'animazione non mostrasse di per sé scene di nudo, fu costretto a rimuoverla, creando divisione nella fanbase.
Infine, l'idea della sciarpa rossa che Hinata intende regalare a Naruto come segno d'amore (contenuta nel film The Last: Naruto the Movie) è direttamente basata su un episodio della vita di Kishimoto, a cui la moglie aveva donato una sciarpa cucita a maglia da lei stessa. Come spiegato dallo sceneggiatore Maruo Kyozuka, nel film la figura di Hinata viene maggiormente approfondita, evidenziandone la determinazione e lo spirito di sacrificio quando la ragazza è costretta a mettere da parte i sentimenti per l'uomo che ha sempre amato pur di salvare la sorella ed il mondo. Kishimoto, però, provò imbarazzo per la natura spiccatamente romantica del film, affermando di essere stato in difficoltà nel disegnare la scena del bacio fra Hinata e Naruto. Tuttavia, affermò anche di come avesse sentito una combinazione di soddisfazione e nostalgia per lo sviluppo della storia d'amore dei protagonisti, dichiarando anche che ormai li considerava come suoi figli.

## Personalità
All'inizio Hinata mancava di autostima e si arrendeva facilmente.
Sebbene rimanesse ai campi di allenamento più a lungo di ogni altro e lavorasse duro per migliorare le sue abilità, si sarebbe comunque arresa davanti ad un reale combattimento. Nel tentativo di cambiare se stessa, Hinata si è iscritta agli esami di selezione dei chunin, dove finalmente ha trovato il coraggio di non arrendersi mai.
Trova ispirazione in Naruto, studente dell'accademia del quale è innamorata profondamente fin da quando era bambina e di cui ammira la determinazione e la fiducia in sé. Nonostante provi tutti questi sentimenti per Naruto, Hinata non riesce a rimanergli vicino troppo a lungo a causa della sua timidezza; cerca più volte di aiutare Naruto, sia nelle missioni e sia nella ricerca di Sasuke Uchiha. Nonostante Naruto inizialmente non sia al corrente dell'attrazione che Hinata ha per lui, la sua opinione su di lei diventa sempre più compassionevole e affezionata col passare della serie, tanto che arriverà a ricambiare i suoi sentimenti, come visto nell'epilogo del manga.
Hinata è una ragazza timida, ma è anche straordinariamente dolce e altruista nei confronti degli altri. Instaura una forte amicizia con gli altri due membri del suo team (tre se si conta anche Akamaru), Shino e Kiba, che la aiuteranno ad allenarsi per diventare più forte e a trovare il suo stile di combattimento personale. Hinata è una persona gentile, riflessiva, riservata, elegante e posata come poche altre ragazze del suo villaggio. Si diletta, dando prova di gran talento, nel cucinare: in particolare nel preparare biscotti e dolci di vario genere. Il cibo che preferisce di più è la marmellata di fagioli e uno dei suoi hobby preferiti è passeggiare durante le nevicate.
Nella seconda parte del manga, Hinata migliora moltissimo grazie all'aiuto di suo cugino Neji Hyuga: anche per questo riesce a superare le sue paure, fatto che le permette, nello scontro tra Pain e Naruto, di svelare a quest'ultimo l'amore che prova nei suoi confronti. Si nota anche come, dopo questo evento, Hinata trovi in sé una maggiore forza combattiva, come dimostra durante la Quarta Guerra Ninja, dove si batte duramente insieme a suo cugino e dove riesce a convincere Naruto a non cedere alle parole di Obito.

## Storia
Hinata è la figlia primogenita del capo della casata principale del Clan Hyuga, Hiashi Hyuga. Sin da piccola era denigrata da suo padre in quanto era considerata debole nel combattimento a causa del suo carattere gentile. Nonostante i suoi sforzi, Hinata non riuscì a superare suo cugino Neji e a farsi accettare da suo padre. Troverà in Naruto una fonte di ispirazione, perché egli reagiva all'odio e all'indifferenza del villaggio, cosa che invece lei non riusciva a fare con suo padre. Questo portò Hinata a prendere a modello il comportamento e la volontà di non arrendersi di Naruto, per risolvere i suoi problemi familiari e ritrovare la forza per combattere. In seguito questa profonda e forte ammirazione si trasformò in amore.
In seguito alla sua promozione al rango di Genin, Hinata entra nel Team 8 capitanato da Kurenai, insieme a Shino Aburame e Kiba Inuzuka. Dopo alcune missioni, Hinata partecipa con il gruppo agli esami di selezione dei Chunin e affronta suo cugino Neji durante la terza parte degli esami. Incoraggiata da Naruto, Hinata si batte coraggiosamente, ma perde e rischia quasi di morire sotto i colpi feroci e vendicativi del cugino. Dopo la sua squalifica dall'esame, Hinata incontra per caso Naruto al campo di addestramento, dove il ragazzo è stato promosso genin. Qui, vincendo il suo imbarazzo, lo ringrazia per averla sostenuta durante le selezioni e gli confessa di ammirarlo molto perché, anche se non è perfetto, trova sempre la forza d'animo di rialzarsi. Naruto, le confessa di averla sempre considerato una persona strana, però poi aggiunge che a lui sono sempre piaciute le persone così.
Alla fine della serie, sembra essersi guadagnata l'ammirazione del padre. Quando Naruto parte dal villaggio per allenarsi con Jiraya, Hinata lo osserva da lontano, ripromettendosi di diventare più forte.
Troviamo, nella seconda parte, una Hinata molto maturata rispetto alla prima parte del manga, sia mentalmente che fisicamente. Ha sviluppato il suo Byakugan, diventando molto forte, seppure non ancora all'altezza del cugino. I rapporti con i suoi compagni di squadra e i sentimenti verso Naruto sono gli stessi. Anche dopo aver dato prova di sé Hinata viene sottovalutata dal padre, che la definisce "troppo gentile". Successivamente Hinata parte alla ricerca di Sasuke e di suo fratello Itachi, ma la missione fallisce a causa dell'intervento di Tobi. In questa missione Hinata, insieme a Naruto e Yamato, incontra Kabuto Yakushi e scopre, grazie al suo Byakugan, che le cellule di Orochimaru stanno lentamente prendendo possesso del nemico.
Hinata, durante l'attacco di Pain, accorre in aiuto di Naruto nello scontro con Pain. In questa occasione confessa il suo amore a Naruto ed affronta il membro di Alba, ma viene sconfitta e ferita. Credendola morta, Naruto, sconvolto, si trasforma nella Volpe sbloccando inizialmente 6 code e in seguito 8, pronto a sconfiggere il suo avversario. In seguito viene guarita da Sakura sotto esortazione di Neji.
In seguito Hinata viene reclutata nella Seconda divisione, comandata da Kitsuchi e insieme al cugino Neji affronta valorosamente l'esercito degli Zetsu bianchi. Viene vista lottare contro tre Zetsu trasformati in shinobi, ma verrà aiutata dall'arrivo di Naruto sul campo di battaglia. Successivamente Hinata viene avvertita di raggiungere assieme agli altri shinobi Naruto e Bee, che stanno lottando contro Obito e Madara, e si ripromette che quando la guerra sarà finita smetterà di seguire Naruto e camminerà con lui mano nella mano.
Assieme agli altri shinobi giunge sul campo di battaglia e grazie all'aiuto di Ino i ninja riescono a deviare una bijuu dama e quindi a salvare Kakashi, Bee, Gai e Naruto. Durante lo scontro Neji rimane mortalmente ferito nel tentativo di salvare lei e Naruto. Pur rimanendo scossa da tale evento, Hinata riesce comunque a rincuorare Naruto, esortandolo a non arrendersi e a continuare a combattere. Naruto prende quindi la mano di Hinata e dopo averla ringrazia per essere stata al suo fianco, riprende a combattere.
Dopo che Madara attiva lo Tsukuyomi Infinito viene assoggettata dalla tecnica che la rinchiude in un bozzolo farà solo in tempo a dire il nome di Naruto, che cercherà di accorrere in suo aiuto, prima di essere imprigionata nell'illusione.  Dopo essere stata imprigionata comincia a sognare ciò che ha sempre desiderato, Naruto e lei insieme, mentre Neji li guarda da dietro un cespuglio, ma verrà liberata dopo che Naruto e Sasuke sconfiggono Kaguya e sciolgono l'illusione.

### InThe Last: Naruto the Movie
Gli eventi The Last: Naruto the Movie si svolgono due anni dopo la Grande Guerra Ninja nella Parte II della serie. All'età di 19 anni, Hinata cerca di regalare come dono d'amore a Naruto una sciarpa rossa fatta a maglia da lei stessa. Poco dopo però, Toneri Otsutsuki si infiltra a Konoha e rapisce la sorella di Hinata, Hanabi, per usare il suo Byakugan (白眼, lit. "Occhio bianco") come nuovi occhi. Hinata perciò si unisce al Team Kakashi e a Shikamaru Nara nella missione per salvare la sorella. Durante questo viaggio, tramite un genjustu, Naruto si rende finalmente conto di come Hinata sia da sempre innamorata di lui ed incomincia a realizzare i sentimenti che lui stesso prova nei suoi confronti. Hinata però, contattata dallo spirito di un suo antenato, Hamura Otsutsuki, per aiutarlo in quanto lei è la "Principessa del Byakugan ", si lascia catturare da Toneri. Nonostante la dichiarazione d'amore di Naruto infatti, la ragazza scappa con l'Otsutsuki fingendo di volerlo sposare per salvare la sorella e per distruggere l'arma segreta di costui, il Tenseigan (転生眼, let. "Occhio della reincarnazione"). Tuttavia Toneri, scoperto il piano, sopprime la coscienza di Hinata per poterla sposare senza opposizioni. Tuttavia il team di Naruto riesce ad arrivare in tempo e, mentre gli altri pensano ad Hanabi, il ragazzo interrompe la cerimonia di matrimonio qualche attimo prima che Toneri riesca a baciare l'incosciente Hinata. Hinata, liberata dalle mani di Toneri, spiega quindi il suo piano a Naruto, insieme distruggono il Tenseigan e, raggiunti gli altri, scappano dal castello. Tuttavia Toneri, riassunti i propri poteri, li raggiunge iniziando uno scontro titanico con Naruto, il quale però riuscirà a sconfiggerlo, permettendo ad Hinata di recuperare gli occhi della sorella e di restituirglieli. Naruto ed Hinata quindi, consci del reciproco amore, faranno ritorno a Konoha, scambiandosi il loro primo bacio e promettendosi che resteranno assieme per tutta la vita.

### InBoruto
Alcuni anni dopo la fine della guerra sposerà Naruto, che nel frattempo starà completando il percorso per diventare Hokage, e da lui avrà due figli: Boruto e Himawari.

## Capacità ninja

Il Byakugan

Hinata possiede il Byakugan, l'abilità innata del suo clan, che le dà una vista a 359º (ha un punto cieco dietro la nuca che si allarga però man mano che ci si allontana), e lo speciale stile di combattimento chiamato Juken, che le consente di danneggiare il sistema circolatorio del chakra e gli organi interni. Pur essendo l'erede del clan Hyuga, inizialmente veniva considerata dal padre come una fallita perché dimostrava capacità inferiori a quelle della sorella minore Hanabi e nemmeno paragonabili a quelle del cugino Neji. Tuttavia, nella seconda serie, Hinata migliorerà molto grazie all'aiuto di Neji, riuscendo anche a creare una potente tecnica che chiamerà "Passi dei Due Leoni" consistente nel rafforzare i colpi delle mani mentre si combatte con il Juken e ad avere una vista fino a 2 km abilità che nemmeno il cugino possiede. Utilizzerà questa tecnica nello scontro con Pain per salvare la vita a Naruto. Durante la Quarta Guerra Ninja Hinata inoltre dimostra di avere migliorato le sue abilità nel combattimento e di aver imparato la Tecnica delle 64 Chiusure e il Palmo d'Aria, entrambe tecniche segrete del clan. Ma purtroppo lo sviluppo delle sue abilità andrà a calare nell’età adulta, trasformandosi in una domestica formidabile nello svolgere faccende di casa.
Oltre alle tecniche del clan Hyuga, Hinata è riuscita a sviluppare una sua tecnica personale che appare solo nell'anime: la Tecnica Protettiva delle 64 Chiusure. Questo jutsu può essere usato solo insieme al Byakugan e consiste in un rapido movimento dei palmi delle mani al fine di creare una barriera protettiva. L'utilizzatore concentra il chakra nei palmi e utilizza i principi del pugno gentile per attaccare e proteggersi allo stesso tempo. Hinata impara questo jutsu nei filler in cui lei, il suo gruppo e Naruto sono alla ricerca dell'insetto Bikochu e lo utilizza per la prima volta durante lo scontro con Suzumebachi e le sue api.